# Kommende Welheim
Die Kommende Welheim war ein mittelalterlicher Rittersitz in Form einer Wasserburg in Bottrop und eine Kommende genannte Niederlassung der westfälischen Ballei des Deutschen Ordens im kurkölnischen Vest Recklinghausen.

## Geschichte

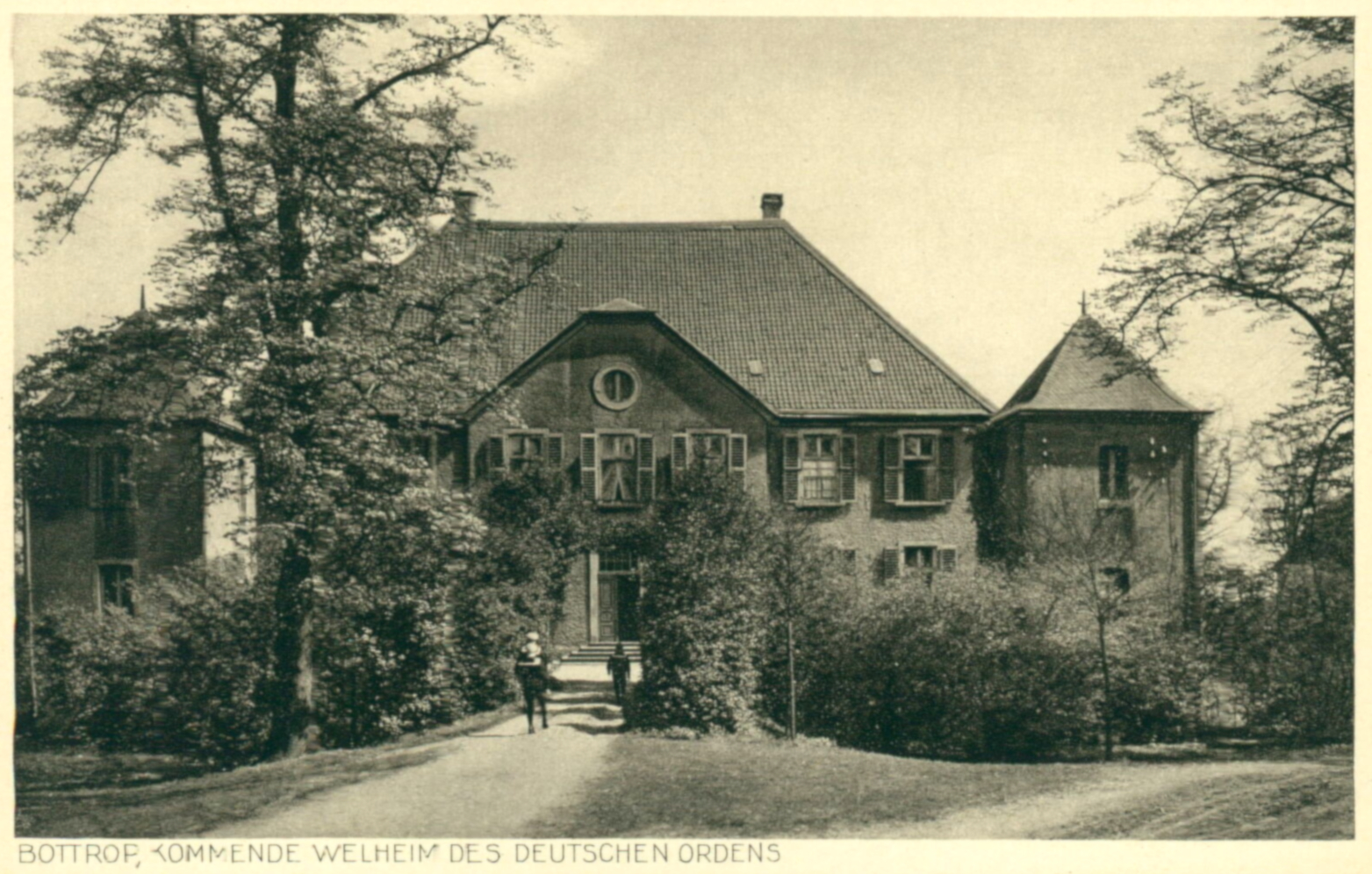
Ansicht der Burg, ca. 1920er Jahre

Ursprünglich gehörte das Gut Welheim einer gleichnamigen Familie. 1230 übergab Everhard von Welheim sein Gut dem Deutschen Orden, welcher es zur Kommende ausbaute. Bis zur Säkularisation blieb die Kapelle der Kommende die katholische Hauptkirche von Welheim, Batenbrock und Boy.

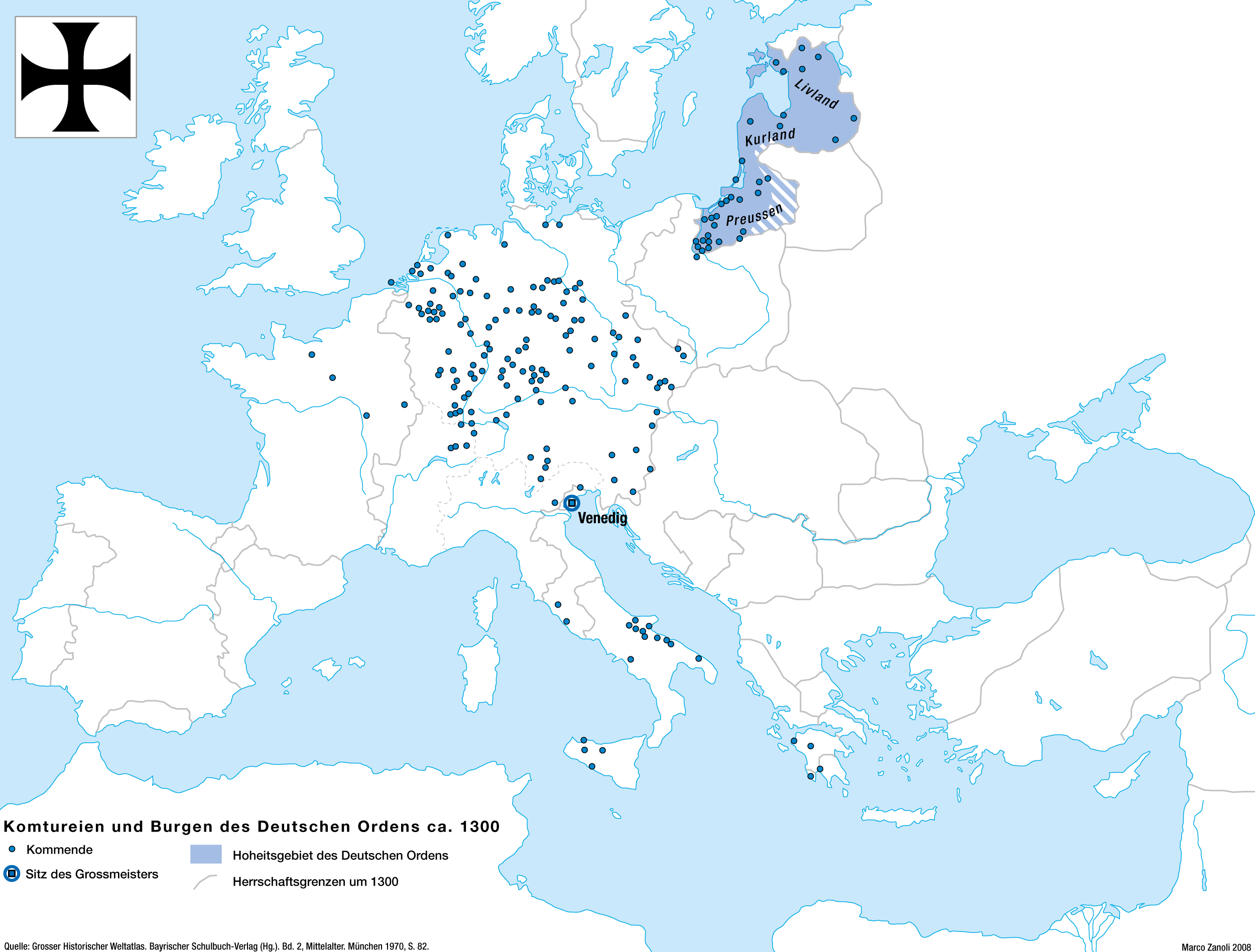
Der Deutsche Orden um 1300

Die Anlage bestand ursprünglich aus einer Vorburg mit Wirtschaftshof, Schlosskapelle, Gärten und der eigentlichen Wasserburg, dem Komturhaus. Die gesamte Anlage wurde mehrfach zerstört – so 1598 im Achtzigjährigen Krieg – und zuletzt 1723 wiederaufgebaut.
Von Gründung der Kommende 1254 bis zur Reformation 1572 hatte sie das Patronatsrecht über die Salvatorkirche in Duisburg, und der jeweilige Komtur war Erbmarkenrichter in der Welheimer Mark. Beachtlicher Grundbesitz wurde durch Schenkungen und Ankauf erworben, und die Kommende wurde zum größten Landbesitzer der Umgebung. Sie besaß auch das Recht der Nutzung der Wildbahn im Emscherbruch zur Zucht Emscherbrücher Pferde, erstmals belegt für das Jahr 1369.
Wirtschaftlich war die Kommende für den Deutschen Orden nicht immer profitabel. Nur durch Einkunftsverzicht des Komturs wurde ein Konkurs zum Ende des 17. Jahrhunderts verhindert.
Im Zuge der Säkularisation gelangte das Gut in den Besitz des Herzogs von Arenberg. Der letzte Komtur erhielt eine lebenslange Pension. Die Ländereien gingen nach und nach verloren. 1928 wurde direkt neben der Burg die Kokerei Prosper gebaut. Bombenabwürfe während des Zweiten Weltkrieges trafen das Gebäude, seine Reste wurden 1954 abgetragen und der Grund und Boden 1980 eingeebnet und teilweise mit Werkshallen bebaut.

## Denkmäler
Ein Gedenkstein befindet sich heute an der Prosperstraße.
Am 4. Mai 2005 ist das Gelände mit Gräfte und Resten der Kellergewölbe unter der Nr. B 7 in die Liste der Bodendenkmäler der Stadt Bottrop eingetragen worden.

## Komture
- Gerhardus dictus Kukenmestre (1254–1257)
- Hinrich van Laykem (1344)
- Heinrich von Dungeln (Henriche van Dunghelen) (1377)
- Schweder von Vondern (1396)
- Sweder von Vörde (1403)
- Francke van Hompel (1470)
- Hinrick van Bodelschwingh (Boelswynge) (1491)
- Wilhelm Ovelacker (1529–1535)
- Hermann Ovelacker (1540–1560)
- Röttger Ovelacker (1565–1577)
- Christoph von Dellwig (1591–1625)
- Rab Luther von Schilder (1629–1632)
- Henrich von Ittersum (1628–1650)
- Eberhard von Dellwig (1651/52)
- Henrich von Ittersum (1653/53–1660)
- Gisbert von der Capellen (1662–1670)
- Eberhard von Dellwig (1671–1674)
- Johann Hunold von Plettenberg (1675–1679)
- Wilhelm von Plettenberg (1679–1688/92)
- Ferdinand Röttger von Dobbe (1692–1703)
- Georg Levin von Nagel (1705–1711)
- Rosier Gottfried von Dellwig (1713–1718)
- Franz Gaudenz Xerxes von Westrem (1718–1724)
- Franz Wilhelm Bernd von Westrem (1727–1729)
- Raban Henrich von Haxthausen (1737–1793)
- Friedrich Ernst von Spiegel (1793–1794)
- Johann Wilhelm von Loe

## Welheimer Reise
Die Essener St.-Sebastians-Schützen zogen seit dem 14. Jahrhundert am Mittwoch nach Pfingsten zur Welheimer Kommende. Diese bedankte sich mit der immer wiederkehrenden Einladung für die Schutzfunktion der Essener Schützen für die Kommende. Diese Tradition wurde am 3. Juni 1789 vom Vestischen Statthalter Graf von Nesselrode beendet. Er ließ 600 Recklinghauser Schützen an den Emscherübergängen Position nehmen, um den Essener Schützen den Übergang zu verwehren. Die Schützen zogen ab und ein Kleinkrieg wurde verhindert. Im Ratssaal des Bottroper Rathauses hängt ein Gemälde von Josse Goossens zur Welheimer Reise. Heute wird diese Tradition von der Historischen Gesellschaft Bottrop neu gepflegt.